# Grafisch atelier De Franse Republiek
Grafisch atelier De Franse Republiek is het atelier van collagekunstenaar Jos Deenen in de Nederlandse stad Venlo.

## Het atelier
Sinds 2003 is het grafisch atelier van collagekunstenaar Jos Deenen gevestigd in een monumentaal pand in Venlo dat ooit een bankgebouw was. In het atelier zijn een aantal grafische machines te vinden, vooral uit de eerste helft van de 20e eeuw, zoals een:
- Trapdegelpers (Johne, Bautzen, 1926)
- Cilinderproefpers (Eickhoff, 1940)
- Handdegel (Boston, 1920)

Verder bevinden zich in het atelier nog de volgende apparaten:
- Boardschaar (Havlik, Praag, 1925)
- Stapelsnijder (Karl Krause, Leipzig, 1918)
- Stapelboekenpers (Karl Krause, Leipzig, 1930)
- Postzegel-perforatiepers (Hogenforst, Leipzig, 1923)
- Aanlijmmachine (Essor, 1960)
- Verguldpers (Karl Krause, Leipzig, 1896)

## Het pand
Het pand is in 1892 als herenhuis opgetrokken in een neobarok-stijl die met zijn arcadeachtige raambogen en speklagen teruggrijpt op de Maaslandse renaissance. In 1988 werd het aangemerkt als gemeentelijk monument. 